# 帝嘩怒
帝嘩怒（みかど、1986年10月14日 - ）は、日本の女子プロレスラー。本名：水沼 美加（みずぬま みか）。

## 経歴
2005年にメジャー女子プロレスAtoZに入団。練習生生活を経て、2006年1月3日、「ONLY ONE」後楽園ホール大会において、対中島安里紗戦でデビュー。5月3日にAtoZが消滅し、しばらく選手としての活動がなかったが、2007年3月31日に行われた「綺琉あん」（元AACC&JDスター練習生、現：キラ☆アン）が監督、脚本のプロレスと演劇のコラボイベント「コイスルオトメ」で「綺琉あん」相手に再デビュー戦を行った。以降、フリーとしてNEO女子プロレスやIGF（インディー・ガールズ・ファイティング）などに参戦していたが、2008年からTEAM MAKEHEN所属選手となった。
2008年7月リングネームを帝嘩怒（みかど）に改名。
2009年6月8日 MAKEHEN退団。以降、レスラー活動は行っていない。

## 得意技
- 爆★喰

リフトアップ式のジャンピングパワーボム。名前はバックショックと読む。
- ボディーアタック
- ランニングボディープレス

## 入場テーマ曲
- 「RIDE THE LIGHTNING」 (METALLICA) 現在使用
- 「THE TAKEOVER」（TERIYAKI BOYZ）